# Філатова Марія Євгенівна
Марія Філатова (рос. Мария Евгеньевна Филатова, 19 липня 1961, Ленінськ-Кузнецький, СРСР) — радянська гімнастка (спортивна гімнастика).
Дворазова олімпійська чемпіонка (1976, 1980).

## Біографія
Марія Філатова народилася 19 липня 1961 року у Ленінськ-Кузнецькому, де і почала займатися гімнастикою. У 1984 році закінчила Новокузнецький державний педагогічний інститут (факультет фізичного виховання). Протягом своєї спортивної кар'єри Філатова перемагала на найпрестижніших міжнародних змаганнях.